# فرناندو گرانده-مارلاسکا
فرناندو گرانده-مارلاسکا (انگلیسی: Fernando Grande-Marlaska؛ زادهٔ ۲۶ ژوئیهٔ ۱۹۶۲) سیاست‌مدار و قاضی اهل اسپانیا است. وی از ژوئیه ۲۰۱۸ وزیر کشور اسپانیاست.
وی علناً همجنس‌گراست و در سال ۲۰۰۵ با شوهرش گورکا گومز ازدواج کرد.